# Hapatesus pervulgatus
Hapatesus pervulgatus là một loài bọ cánh cứng trong họ Elateridae. Loài này được Neboiss miêu tả khoa học năm 1957.